# Cryphia pulverulenta
Cryphia pulverulenta är en fjärilsart som beskrevs av Charles Boursin 1944. Cryphia pulverulenta ingår i släktet Cryphia och familjen nattflyn. Inga underarter finns listade i Catalogue of Life.